# Tuğba Güvenç
Tuğba Güvenç (* 9. Juli 1994 in Istanbul) ist eine türkische Leichtathletin, die im Mittelstrecken- und Hindernislauf an den Start geht.

## Sportliche Laufbahn
Erste internationale Erfahrungen sammelte Tuğba Güvenç bei den Crosslauf-Europameisterschaften 2013 in Serbien, bei denen sie in der U20-Wertung den 24. Platz belegte. Zwei Jahre später siegte sie bei den U23-Europameisterschaften in Tallinn in 9:36,14 min und qualifizierte sich damit für die Weltmeisterschaften in Peking, bei denen sie mit 9:58,07 min in der Vorrunde ausschied. Im Jahr darauf nahm sie erstmals an den Olympischen Spielen in Rio de Janeiro teil, erreichte aber auch dort mit 9:49,93 min nicht das Finale. 2017 nahm sie im 3000-Meter-Lauf an den Halleneuropameisterschaften in Belgrad teil, schied dort aber mit 9:35,86 min im Vorlauf aus. Bei den Islamic Solidarity Games in Baku belegte sie mit neuer Bestzeit von 9:26,09 min den vierten Platz und qualifizierte sich damit auch für die Weltmeisterschaften in London, bei denen sie mit 10:13,03 min erneut in der Vorrunde ausschied. Nur zwei Wochen später siegte sie bei den Studentenweltspielen in Taipeh in 9:51,27 min.
Zwei Jahre später wurde sie bei der Sommer-Universiade in Neapel in 10:08,19 min Achte. Zudem schied sie bei den Weltmeisterschaften in Doha mit 10:13,79 min im Vorlauf aus. 2022 belegte sie bei den Europameisterschaften in München mit 9:25,58 min den fünften Platz und im Jahr darauf wurde sie bei der 1. Liga der Team-Europameisterschaft im Rahmen der Europaspiele in 9:47,31 min Vierte. Anschließend gewann sie bei den Balkan-Meisterschaften in Kraljevo in 9:29,75 min die Silbermedaille hinter der Albanerin Luiza Gega. Daraufhin schied sie bei den Weltmeisterschaften in Budapest mit 9:50,96 min in der Vorrunde aus. 2024 verpasste sie bei den Europameisterschaften in Rom mit 9:53,37 min den Finaleinzug.
2015 wurde Güvenç türkische Meisterin im Hindernislauf sowie 2017 Hallenmeisterin im 3000-Meter-Lauf.

## Persönliche Bestleistungen
- 3000 m Hindernis: 9:25,58 min, 20. August 2022 in München
  - 3000 Meter (Halle): 9:07,09 min, 19. Februar 2017 in Istanbul